# Mikroregion Barra

Mikroregion Barra

Mikroregion Barra – mikroregion w brazylijskim stanie Bahia należący do mezoregionu Vale São-Franciscano da Bahia. Ma powierzchnię 29.033,47350 km²

## Gminy
- Barra
- Buritirama
- Ibotirama
- Itaguaçu da Bahia
- Morpará
- Muquém de São Francisco
- Xique-Xique